# Coupe de Djamchid
La coupe de Djamchid (Jaam-e Jam, en persan: جام جم) est une coupe permettant l'art divinatoire qui, d'après la légende fut possédée pendant longtemps par les dirigeants de la Perse antique. On dit qu'elle était remplie d'un élixir d'immortalité et était utilisée pour la vision divinatoire. La légende dit que le monde entier pouvait être vu dans la coupe, qui révélait toujours la vérité.
On dit qu'elle fut trouvée dans les fouilles de Persépolis. 
Nombreux sont ceux qui attribuèrent le succès de l'empire perse à la possession de cet objet. La coupe de Djamchid est le sujet de nombreux poèmes et histoires perses. En voici un exemple: 
سال‌ها دل طلب جام جم از ما می‌کرد

« Pendant des années nos cœurs ont désiré le pouvoir de la coupe de Djamchid

وان چه خود داشت ز بیگانه تمنا می‌کرد

et ont cherché auprès d'autres ce qu'elle avait en elle-même. »

tiré du Divan de Hafez